# MikuMikuDance
MikuMikuDance (яп. ミクミクダンス МикуМикуДансу), сокращенно MMD — бесплатная программа компьютерной анимации, которая позволяет пользователям создавать 3D-анимированные видеоролики, изначально созданная для персонажа Vocaloid Мику Хацунэ. Программа была написана Ю Хигути (HiguchiM) и прошла процесс значительного усовершенствования с момента её создания. Программа была создана как часть проекта VOCALOID Promotion Video Project (VPVP).

## Обзор
Программное обеспечение позволяет пользователям импортировать 3D-модели в виртуальное пространство, где их впоследствии можно перемещать и анимировать. Выражения 3D-персонажей могут быть легко изменены, а также может быть добавлен звук, чтобы создавать видеоклипы. Созданные видеоролики могут быть экспортированы и импортированы в другие клипы, сделанные с помощью программного обеспечения, что позволяет пользователям обмениваться данными друг с другом. Программа также имеет свой собственный физический движок, и пользователи могут вносить изменения в физические характеристики любого объекта в виртуальном пространстве, предоставляемом программным обеспечением. Пользователи также могут использовать Microsoft Kinect для захвата движения.
Всё содержание, включая 3D-модели, распространяется пользователями свободно, и большинство дополнительного контента создаётся пользователями с помощью новых моделей, выполненных с помощью программ 3D-моделирования. Чаще всего создатели моделей пользуются программой Metasequoia и её бесплатной версией Metasequoia Le. Само программное обеспечение поставляется с рядом базовых моделей. Программа была первоначально выпущена только на японском языке, однако позже была выпущена английская версия. Видеоролики, созданные с помощью MikuMikuDance, можно часто увидеть на таких интернет-ресурсах, как Nico Nico Douga и YouTube, причём эти видео пользуются популярностью как среди поклонников Vocaloid, так и обычных пользователей.
Также для программы есть дополнение — MikuMikuEffect. Оно позволяет использовать шейдерные эффекты, создаваемые видеокартой компьютера, а не его центральным процессором. Для создания эффектов используется программа Render Monkey.
В мае 2011 года обновление программного обеспечения было прекращено, была выпущена последняя версия (v7.39). В заключительном заявлении создатель возложил задачу дальнейшего развития на поклонников. Несмотря на это, 8 июля 2013 года вышла версия 8.03: в ней появилась более удобная панель выбора мимики и функция изменения цветов панели, а также исправлены многочисленные ошибки. Некоторые motion data (моушены) стали работать на PMX-моделях.

## Другие программы
Помимо MMD, существуют и другие программы, взаимодействующие с ней. Например, есть программа Face And Lips, которая, как правило, используется для создания полноценной мимики для своих моушенов. Дочерний продукт, MikuMikuMoving — «улучшенная» версия MMD: в ней создавать моушены гораздо проще, хотя она имеет некоторые сравнительные недостатки перед оригиналом. И, конечно, PMDEditor и PMXEditor, программы для создания моделей (точнее, их мимики, физики и вставки скелета), причём первый гораздо известнее. Однако их работа невозможна без готовых частей, созданных, как правило, в Metasequoia.